# Casa Palmés
La Casa Palmés és un edifici del municipi d'Igualada (Anoia) que forma part de l'Inventari del Patrimoni Arquitectònic de Catalunya.

## Descripció
És un edifici de principis del segle XX situat en un xamfrà que li fa agafar aquesta forma tan singular que sembla que la construcció es desdobla simètricament per reproduir-se en un i altre cantó. Destaca la senzillesa decorativa de la façana exterior on tan sols un arc escarser a la primera filera de finestres i uns de mig punt més petits, a les finestres superiors, trenquen la monotonia del conjunt. A ressaltar també els petits fragments de baix relleu de pedra amb temes animals i vegetals que s'introdueixen a cada finestra a banda i banda. Destaca l'acabament superior en línia sinuosa ondulada que cobreix la teulada de dues vessants. L'obra va significar la reforma d'una antiga casa. Es va ampliar i unificar estilísticament la façana. Fou promoguda per Antoni Baliu Vives.